# Najljepši urok
Najljepši urok (Bella Calamidades) romantična je telenovela na španjolskom jeziku, producirana od strane RTI Producciones za Caracol TV i Telemundo za SAD. Riječ je o ljubavnoj priči u kojoj se pojavljuje žena koju muči loša sreća.
Snimanje je započelo krajem 2009. i završilo 2010., no kraj serije se prikazao 16. rujna 2013. kada je serijal debitirao na Telemundu. Serija se u Hrvatskoj prvi put prikazivala na RTL-u u 2010. godini, a nakon par godina i na RTL 2. U glavnim ulogama Danna García, Segundo Cernadas, Gustavo Angarita, Katie Barberi.

## Radnja
Prekrasnu mladu Dolores Carrero (Danna Garcia) svi u gradu zovu Lola, i svi je se trude izbjegavati. Kada je imala samo jedanaest godina, njezin je samohrani otac rudar poginuo, ostavivši je u nemilosti zemljoposjednika Aquilesa Barraze (Gustavo Angarita), ekstravagantnog pokvarenjaka. Očajnički pokušavajući pobjeći, Lola je utočište potražila kod svoje tete, gdje također nije našla ništa dobro. Okrutna stara gospođa Lolu je tjerala raditi neprimjerene poslove, zbog čega se djevojka bila pobunila. Neočekivan slijed događaja izazvao je tetinu nesreću, zbog čega se Lola osjećala krivom. Nemajući gdje dalje otići, Lola se vraća u svoj rodni grad Hornero, gdje se počinje skrivati na groblju. Tamo je pronalazi čuvar, koji je iz samilosti i smatrajući je mentalno zaostalom, ne prijavi vlastima. Međutim, vrlo brzo ljudi primijete prisutnost nepoznate djevojke na groblju, počinjući širiti priče o nemirnoj duši koja živi na groblju, pateći zbog starih grijeha. Naposljetku, Lolu uhapsi gradski komesar Elias Romero (Herbert King), te je zaključa u zatvorske tamnice. A želi je poslati i u ludnicu.
Serija se dalje razvija te naposljetku Lola završi u s Marcelom.

## Uloge
Glavne uloge u redoslijedu pojavljivanja
| Glumac/glumica          | Lik                                         |
| ----------------------- | ------------------------------------------- |
| Danna García            | Dolores "Lola" Carrero Barraza              |
| Segundo Cernadas        | Marcelo Machado Cardona / Asdrúbal Machado  |
| Gustavo Angarita        | Aquiles Barraza                             |
| Katie Barberi           | Silvana Barbosa viuda de Cardona            |
| Rosemary Bohórquez      | Virginia Vidal                              |
| Tiberio Cruz            | Román Galeano / Manuel Rosendo Galeano      |
| Adriana Campos          | Priscila Cardona Barbosa                    |
| Claudia Rocio Mora      | Juana Palomino                              |
| Gary Forero             | Fabián Poncela                              |
| Mimi Morales            | Esperanza Capurro                           |
| Herbert King            | Elías Romero                                |
| Pedro Roda              | Pablo Ávila                                 |
| Daniela Tapia           | Nicolasa Fragoso                            |
| María Elena Döehring    | Lorenza Cardona viuda de Machado            |
| Diana Quijano           | Regina viuda de Galeano                     |
| Pablo Azar              | Renato Galeano                              |
| Santiago Gómez          | René Galeano                                |
| Jonathan Islas          | Ricardo Galeano                             |
| Rodolfo Valdes          | Nacho Mendoza                               |
| Alejandra Miranda       | Martha Carrero                              |
| Lina Restrepo           | Felisa                                      |
| Ximena Duque            | Angelina                                    |
| Didier van der Hove     | Javier Canal                                |
| Ilja Rosendahl          | Rudy Walpole                                |
| Joseph Abadia           | Ovidio                                      |
| Leonardo Acosta         | José Carrero                                |
| Luis Fernando Bohórquez | Samuel                                      |
| Ricardo Saldarriaga     | Padre Cayetano                              |
| Tirza Pacheco           | Custodia                                    |
| Vilma Vera              | Pánfila                                     |
| Rey Vásquez             | Don Teodoro                                 |
| María Margarita Giraldo | Agapita                                     |
| Sasha Valentina Molina  | Dolores "Lola" Carrero Barraza (mlada Lola) |

## Vanjske poveznice
- Službena stranica  Arhivirana inačica izvorne stranice od 19. prosinca 2013. (Wayback Machine)